# Helina sumatrana
Helina sumatrana är en tvåvingeart som beskrevs av Malloch 1928. Helina sumatrana ingår i släktet Helina och familjen husflugor. Inga underarter finns listade i Catalogue of Life.